# Властивість розширення гомотопії
У математиці в області алгебричної топології властивість розширення гомотопії (або властивість продовження гомотопії) вказує, які гомотопії, задані на підпросторі, можуть бути розширені до гомотопії, заданої на більшому просторі. Властивість подовження гомотопії кофібрацій є двоїстою властивості підняття гомотопії, яка використовується для означення фібрацій .

## Означення
Нехай {\displaystyle X\,\!} є топологічним простором і нехай {\displaystyle A\subset X.} Пара просторів {\displaystyle (X,A)\,\!} має властивість розширення гомотопії, якщо, для гомотопії {\displaystyle f_{t}\colon A\rightarrow Y} і неперервного відображення {\displaystyle F_{0}\colon X\rightarrow Y} для якого {\displaystyle F_{0}|_{A}=f_{0},} існує розширення {\displaystyle F_{t}\colon X\rightarrow Y} таке, що {\displaystyle F_{t}|_{A}=f_{t}.}
Тобто, пара {\displaystyle (X,A)\,\!} має властивість розширення гомотопії, якщо відображення {\displaystyle G\colon ((X\times \{0\})\cup (A\times I))\rightarrow Y} можна поширити на відображення {\displaystyle G'\colon X\times I\rightarrow Y} (тобто  {\displaystyle G\,\!} і {\displaystyle G'\,\!} є рівними там де вони обидва є визначеними).
Якщо пара має таку властивість лише для певного кодомену {\displaystyle Y\,\!,} то кажуть, що {\displaystyle (X,A)\,\!} має властивість розширення гомотопії щодо {\displaystyle Y\,\!.}

## Візуалізація
Властивість розширення гомотопії зображена на наступній схемі:
Якщо ця діаграма (без пунктирної стрілки) є комутативною (що еквівалентно умовам, наведеним вище), то пара {\displaystyle (X,A)} має властивість розширення гомотопії, якщо існує відображення {\displaystyle {\tilde {f}},} що робить усю діаграму комутативною. За допомогою каррінга відображення {\displaystyle {\tilde {f}}\colon X\to Y^{I}} відповідає відображенню {\displaystyle {\tilde {f}}\colon X\times I\to Y.}
Діаграма вище є двоїстою діаграмі властивості підняття гомотопії. Ця двоїстість називається двоїстістю Екмана-Хілтона.

## Властивості
- Якщо {\displaystyle X\,\!} є клітинним комплексом і {\displaystyle A\,\!} його підкомплексом, то пара {\displaystyle (X,A)\,\!} задовольняє властивість розширення гомотопії.
- Пара {\displaystyle (X,A)\,\!} має властивість розширення гомотопії, тоді і лише тоді коли {\displaystyle (X\times \{0\}\cup A\times I)} є ретрактом {\displaystyle X\times I.}

Якщо дана пара має властивість розширення гомотопії, то тотожне відображення {\displaystyle (X\times \{0\}\cup A\times I)\to (X\times \{0\}\cup A\times I)} можна продовжити на деяке відображення {\displaystyle X\times I\to (X\times \{0\}\cup A\times I).} Отже {\displaystyle (X\times \{0\}\cup A\times I)} є ретрактом {\displaystyle X\times I.}
Навпаки, якщо існує ретракція {\displaystyle f:X\times I\to (X\times \{0\}\cup A\times I)} то будь-яке відображення {\displaystyle (X\times \{0\}\cup A\times I)\to Y} можна продовжити до відображення {\displaystyle X\times I\to Y} як {\displaystyle G=g\circ f.} Тому пара {\displaystyle (X,A)\,\!} має властивість розширення гомотопії.
- Якщо пара {\displaystyle (X,A)\,\!} має властивість розширення гомотопії і X є гаусдорфовим простором, то A є замкнутою підмножиною простору X.

Справді, якщо {\displaystyle f:X\times I\to (X\times \{0\}\cup A\times I)} є ретракцією, то її образ є також підпростором у {\displaystyle X\times I} для точок якого {\displaystyle f(z)=z.} Оскільки X (а тому і {\displaystyle X\times I}) є гаусдорфовим простором то {\displaystyle X\times \{0\}\cup A\times I} є замкнутою підмножиною у {\displaystyle X\times I,} тож A є замкнутою підмножиною простору X.
- Якщо пара {\displaystyle (X,A)\,\!} має властивість розширення гомотопії, то для будь-якого топологічного простору Y пара {\displaystyle (X\times Y,A\times Y)\,\!} теж має властивість розширення гомотопії.
- Якщо пара {\displaystyle (X,A)} має властивість продовження гомотопії і {\displaystyle A} є стягуваним простором, то відображення факторизації {\displaystyle q\colon X\rightarrow X/A} є гомотопною еквівалентністю.

Нехай {\displaystyle f_{t}:X\to X} є гомотопією, що продовжує гомотопію стягнення підпростору A у точку, де {\displaystyle f_{0}} є тотожним відображенням. Оскільки {\displaystyle f_{t}(A)\subset A,\ \forall t} то композиція {\displaystyle q\circ f_{t}:X\to X/A} переправляє A у точку і тому її можна записати також як {\displaystyle X\xrightarrow {q} X/A\xrightarrow {{\bar {f}}_{t}} X/A}  і тому можна записати {\displaystyle q\circ f_{t}={\bar {f}}_{t}\circ q.}
Для t = 1 за означенням {\displaystyle f_{1}(A)} є точкою до якої стягується A і тому  {\displaystyle f_{1}} породжує відображення {\displaystyle g:X/A\to X} для якого {\displaystyle g\circ q=f_{1}.} Також {\displaystyle q\circ g={\bar {f}}_{1}} оскільки {\displaystyle q\circ g({\bar {x}})=q\circ g\circ q(x)=q\circ f_{1}(x){\bar {f}}_{1}\circ q(x)={\bar {f}}_{1}({\bar {x}}).} Відображення g і q є гомотопно оберненими оскільки {\displaystyle g\circ q=f_{1}\simeq f_{0}} через гомотопію {\displaystyle f_{t}} і {\displaystyle q\circ q={\bar {f}}_{1}\simeq {\bar {f}}_{0}} через гомотопію {\displaystyle {\bar {f}}_{t},} а за означеннями {\displaystyle f_{0}} і {\displaystyle {\bar {f}}_{0}} є тотожніми відображеннями на просторах {\displaystyle X} і {\displaystyle X/A.}
- Якщо {\displaystyle (X,A)} має властивість розширення гомотопії, то включення {\displaystyle i\colon A\to X} є кофібрацією. Насправді, якщо врахувати будь-яку кофібрацію {\displaystyle i\colon Y\to Z,} то {\displaystyle \mathbf {\mathit {Y}} } є гомеоморфним його образу при відображенні {\displaystyle \mathbf {\mathit {i}} .} Це означає, що будь-яка кофібрація може розглядатися як відображення включення, що має властивість розширення гомотопії.
- Якщо {\displaystyle (X,A)} і {\displaystyle (Y,A)} є парами просторів із властивістю гомотопного продовження і {\displaystyle f\colon X\to Y} є гомотопною еквівалентністю, що є тотожним відображенням на {\displaystyle A,} то {\displaystyle f} є гомотопною еквівалентністю відносно {\displaystyle A.}